# 清張通り

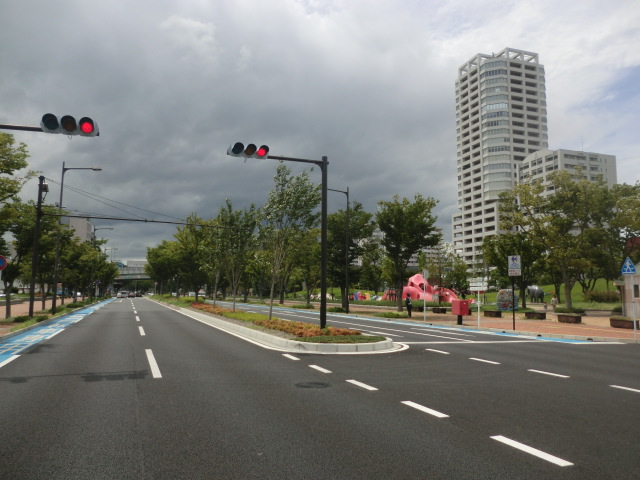
清張通り

清張通り（せいちょうどおり）は、北九州市都心部を南北に走る道路で、西小倉駅前から国道3号に至るまでの市道大門木町線に付けられた愛称である。

## 概要
清張通りは福岡県北九州市小倉北区の西小倉駅前から、勝山通りおよび小文字通りとの交差点を経て、国道3号との交差点に至る全長約1.8kmの通り。
地元自治連合会をはじめとする地元住民からの要望により、北九州市が選考委員会を設置し、2010年5月に正式に命名された。沿道に北九州市立松本清張記念館があり、また沿道ではないが松本清張の母校である北九州市立清水小学校があることにちなむ。
2012年7月、小倉城前交差点と北九州ソレイユホール北交差点との間の区間に、自転車専用レーンが整備された。

## 沿道の施設など
- 河合塾北九州校
- レクサス小倉
- 西日本工業大学地域連携センター
- 小倉北警察署
- 勝山公園
- アルモニーサンク
- 男女共同参画センター・ムーブ

## 接続する道路
- 国道3号